# IC 4612
IC 4612 је спирална галаксија у сазвјежђу Херкул која се налази на листи објеката дубоког неба у Индекс каталогу.
Деклинација објекта је + 39° 15' 48" а ректасцензија 16h 33m 49,7s. Привидна величина (магнитуда) објекта IC 4612 износи 14,4 а фотографска магнитуда 15,2. IC 4612 је још познат и под ознакама MCG 7-34-113, CGCG 224-72, 1ZW 157, KUG 1632+393B, PGC 58505.